# ATPazy protonowe

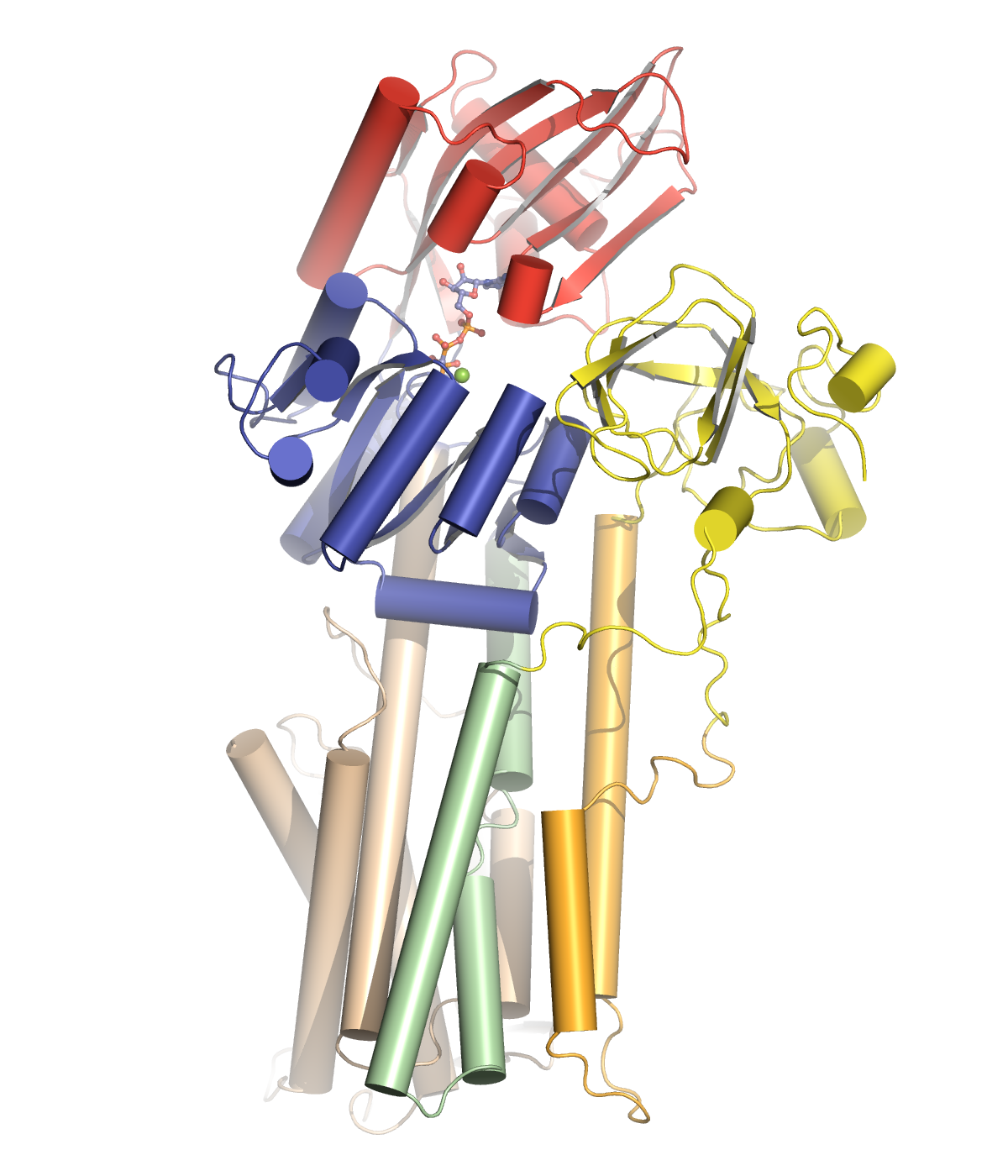
Model ATP-azy protonowej AHA2

ATPazy protonowe, ATPazy H+ lub H+-ATPazy – enzymy z grupy ATPaz, wykorzystujące energię z hydrolizy ATP do ADP do transportu jonu wodorowego H+
 przez błony biologiczne.